# Масамитла
Масамитла (исп. Mazamitla) — посёлок в Мексике, в штате Халиско, входит в состав одноименного муниципалитета и является его административным центром. Численность населения, по данным переписи 2020 года, составила 8142 человека.

## Этимология
Название Mazamitla с языка науатль можно перевести как: место охоты на оленей со стрелами.

## История
Поселение было основано ацтеками в 1165 году. Его жители занимались охотой и собирательством, и платили дань вождю Цапотлана — Тамасольяну.
В 1481 году поселение было захвачено индейцами пурепеча, и оставались там до 1510 года, когда потерпели поражение в войне за солончаки.
В 1522 году по поручению Эрнана Кортеса регион был покорён конкистадорами во главе с Кристобалем де Олидом, который объявил Масамитлу энкомьендой под управлением Антона Сальседо.
В феврале 1537 года королевской грамотой Карла V жители поселения Сан-Кристобаль-Масамитла получили во владение близлежащие земли и воды.
В 1870 Масамитла стала административным центром одноимённого муниципалитета.
В 2005 году Масамитла была включена в список Волшебных городков Мексики.

## География
Посёлок расположен в 130 км к югу от столицы штата, города Гвадалахара, в месте слияния региональной автодороги 405 и федеральной трассы 110.

## Население
| Год  | Численность | Численность |
| ---- | ----------- | ----------- |
| 2000 | 6286        | [ 8 ]       |
| 2010 | 7865        | [ 9 ]       |
| 2020 | 8142        | [ 10 ]      |